# Neha Parikh
Neha Parikh é uma executiva de negócios indo-americana. Ela é a ex-CEO do Hotwire. Em junho de 2021, Parikh tornou-se CEO do Waze.

## Educação
Parikh é bacharel pela Universidade do Texas e mestre em administração de empresas pela Kellogg School of Management.